# Splitski kanal
Splitski kanal – kanał morski w Chorwacji, pomiędzy wyspami Drvenik veliki, Čiovo i Šolta a stałym lądem, część Morza Adriatyckiego. 
Jego długość wynosi 25 km, a głębokość maksymalna 80 m. Połączony jest z innymi kanałami: Bračkim, Šoltanskim i Drveničkim. Łączy się także z zatoką Trogirski zaljev.